# 2905 Plaskett
A 2905 Plaskett (ideiglenes jelöléssel 1982 BZ2) a Naprendszer kisbolygóövében található aszteroida. Edward L. G. Bowell fedezte fel 1982. január 24-én.